# Cún
Cún is een plaats (község) en gemeente in het Hongaarse comitaat Baranya. Cún telt 258 inwoners (2001).